# Antoniusgrotte (Brive-la-Gaillarde)

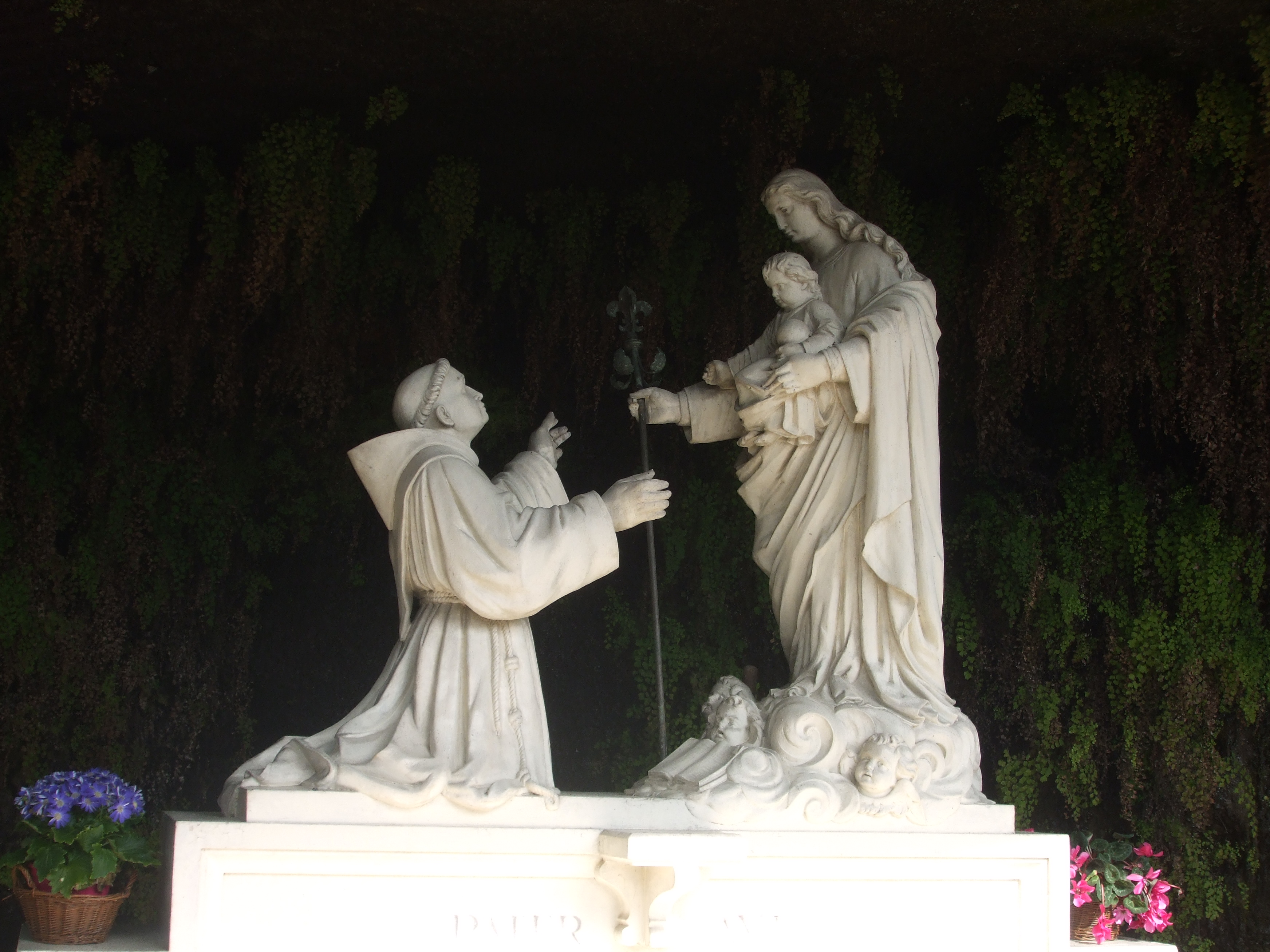
Grotte Unserer-Lieben-Frau-von-der-immerwährenden-Hilfe in Brive-la-Gaillarde (Erscheinungsgrotte)

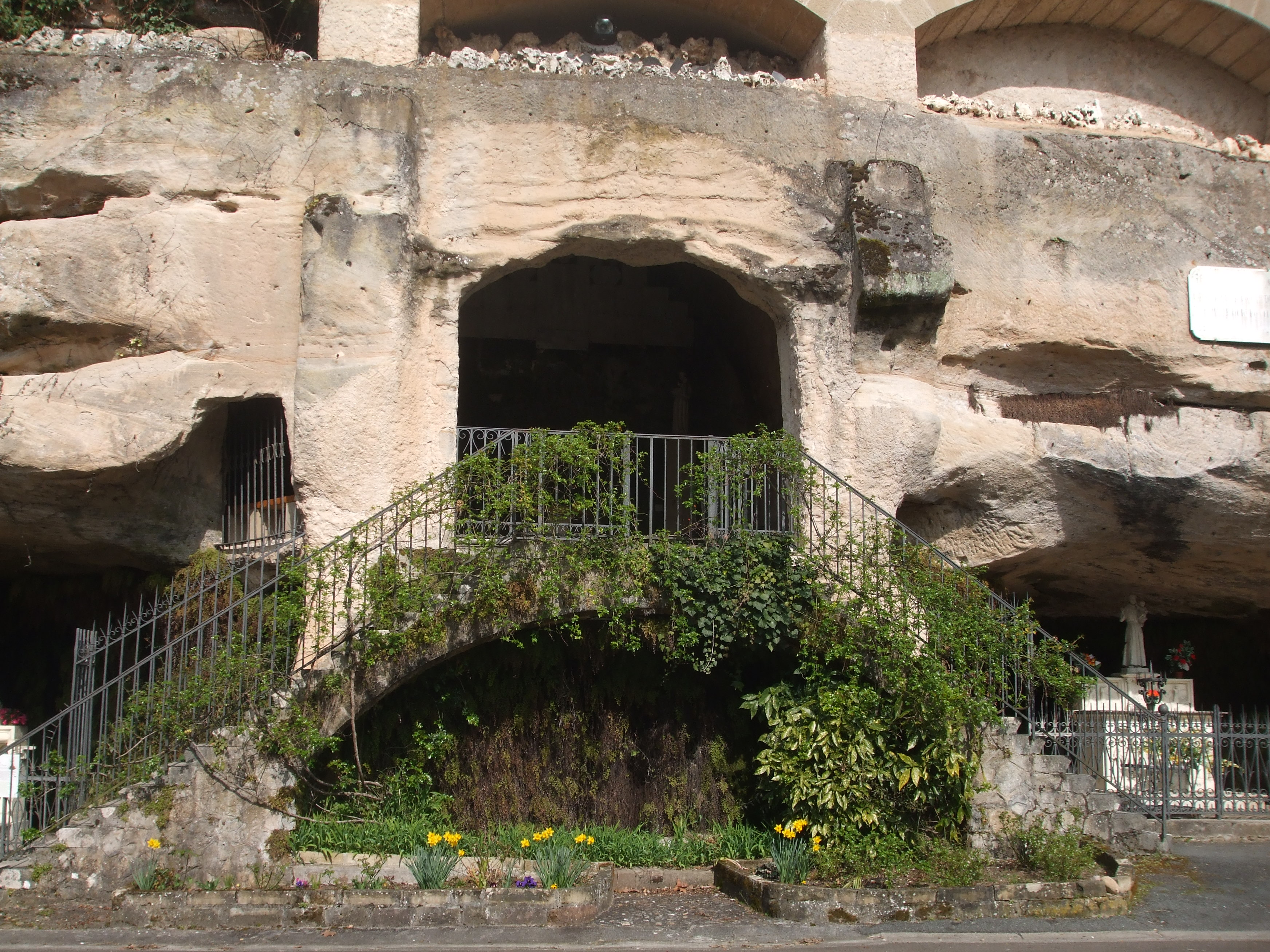
Antoniusgrotten in Brive-la-Gaillarde

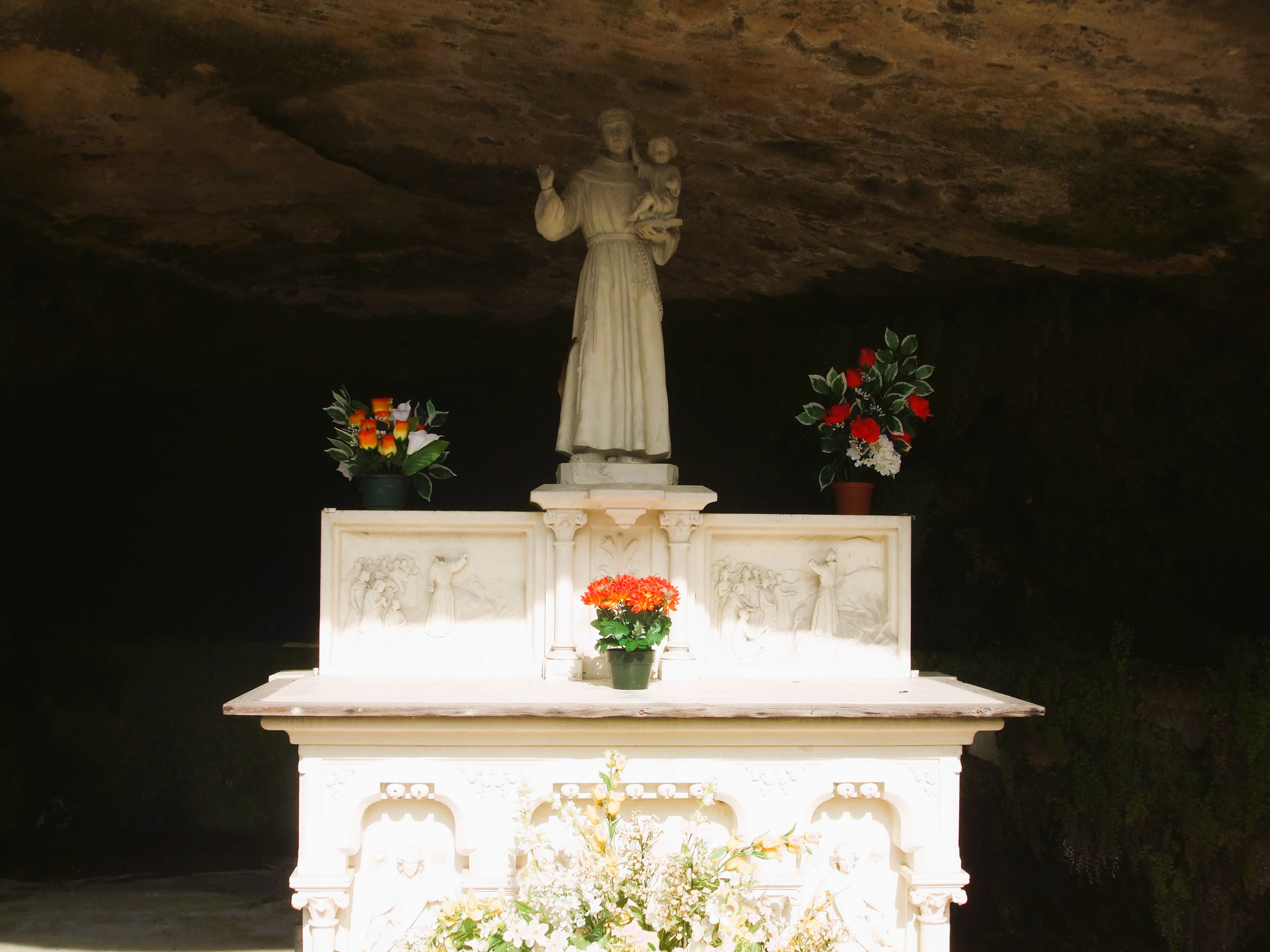
Antoniusgrotte in Brive-la-Gaillarde

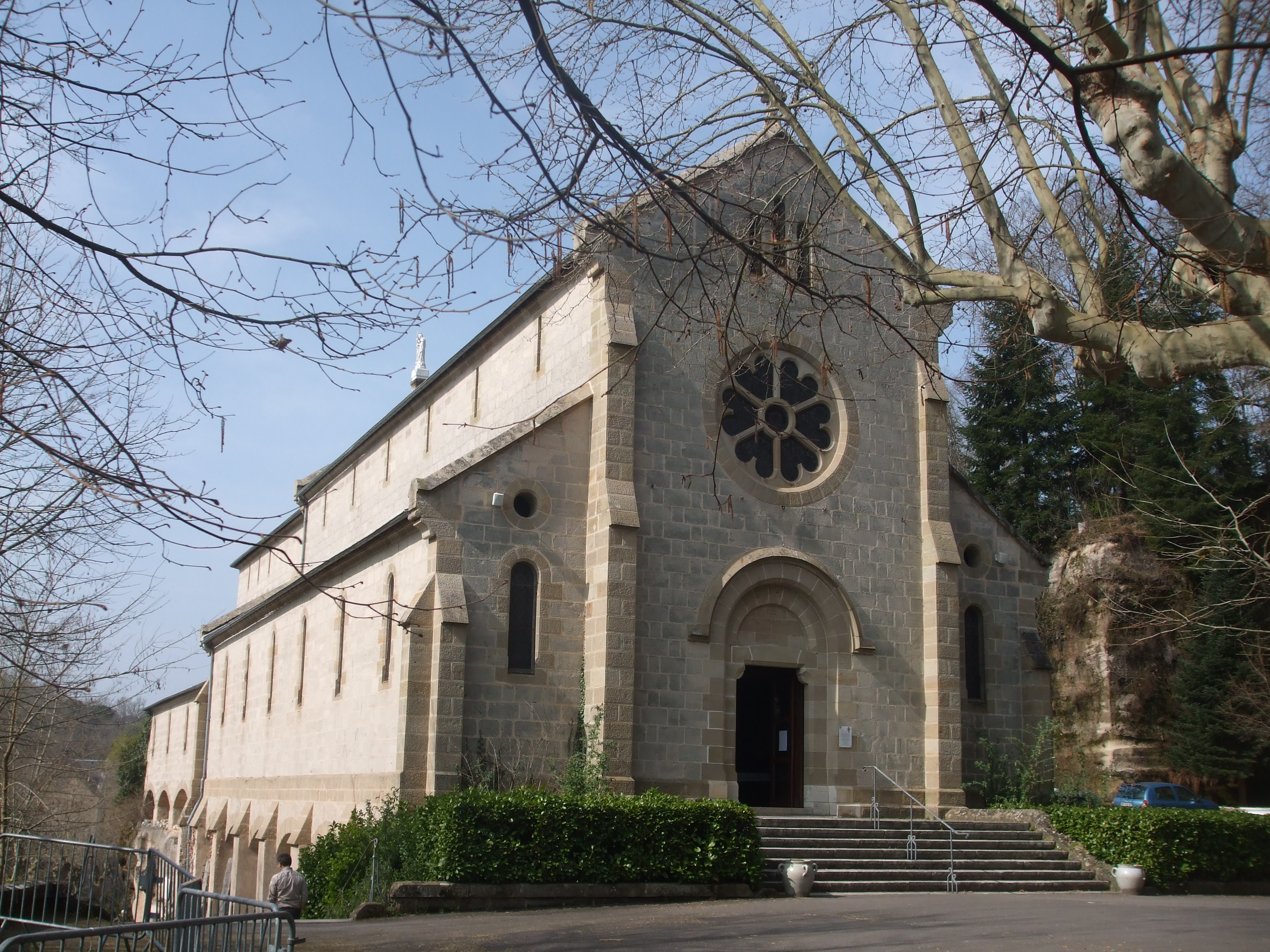
Kirche

Die Antoniusgrotte ist eine Grotte und ein Wallfahrtsort in Brive-la-Gaillarde im Bistum Tulle in Frankreich. 

## Lage
Die Antoniusgrotte befindet sich 1,5 Kilometer südlich des Stadtzentrums von Brive-la-Gaillarde (Adresse: 41 avenue Edmond Michelet) in erhöhter Randlage zur Stadt. Der Wallfahrtskomplex besteht aus mehreren Grotten, einer Kirche und Gebäuden zur Beherbergung. Das ganze Anwesen ist 5 Hektar groß.

## Geschichte
Der heilige Antonius von Padua gründete 1226 in Brive ein Franziskanerkloster, das von dem Vizegrafen von Turenne gestiftet wurde. In der Zeit seines kurzen Aufenthaltes in Brive zog er sich mehrfach zur nächtlichen Meditation in die Grotte außerhalb des Stadtbereichs zurück. Nach seinem frühen Tod 1231 und seiner raschen Heiligsprechung 1232 wurde in Brive am 13. Juni 1233 zum ersten Mal in der Antoniusgrotte das Fest des Heiligen begangen. In den Jahren danach entwickelte sich daraus ein Wallfahrtsort, der als „Einsiedelei des heiligen Antonius“ bekannt war und 1463 von König Ludwig XI. besucht wurde. Ende des 16. Jahrhunderts wechselte der Name zu „Antoniusgrotten“ und schloss umliegende Nutzflächen mit ein. 1662 galt der Ort bereits als „vielbesucht“, unter anderem als Station auf dem Jakobsweg. Einige aus dem städtischen Franziskanerkloster abgeordnete Mönche betreuten die Pilger, denen eine Kapelle und eine Herberge zur Verfügung standen.
Nach Schließung durch die Französische Revolution wurde der Ort 1874 in Gegenwart von 2000 Gläubigen wieder offiziell eingesegnet. Am 22. April 1875 kam es am Ort zur Gründung eines Franziskanerklosters. Die Franziskaner bauten ein erstes Klostergebäude und richteten bis 1900 vier Grotten her (neben der eigentlichen Antoniusgrotte noch die Maria-Hilf-Grotte (oder: Grotte Unserer-Lieben-Frau-von-der-immerwährenden-Hilfe), die Franziskusgrotte und die Quellengrotte). Mit dem Aufkommen der Pilgerreisen per Eisenbahn nach Lourdes wurde die Antoniusgrotte von Brive zur wichtigen Zwischenstation, und der Pilgerstrom wuchs weiter an. Die Franziskaner verbanden die Antoniusverehrung mit der Maria-Hilf-Verehrung und erreichten 1895 in Rom die offizielle Anerkennung als Centre national de la Pieuse Union en France. Ebenfalls 1895 wurde der heute noch bestehende Kirchenbau eingeweiht, 1897 ein neues Pilgerhaus. 1896 wurde die Kirche an die Lateranbasilika in Rom affiliert.
1903 wurden die Franziskaner von der kongregationsfeindlichen Republik vertrieben. Der gesamte Ort wurde von einer Pfarrgemeinde von Brive ersteigert, die weiteren Kultus am Ort ermöglichte. Nach Rückkehr der Franziskaner 1915 und des Pilgerstroms ab 1920 wurde das Kloster unter deutscher Besatzung ein Zentrum der Résistance, die in Brive von Edmond Michelet angeführt wurde. Derzeit (2025) sind die Franziskaner zur Betreuung des Heiligtums weiter am Ort.